# Ghiacciaio Ebbe
Il ghiacciaio Ebbe è un ghiacciaio lungo circa 110 km situato nell'entroterra della costa di Pennell, nella regione nord-occidentale della Dipendenza di Ross, in Antartide. In particolare, il ghiacciaio, il cui punto più elevato si trova a circa 1750 m s.l.m., ha origine dall'estremità settentrionale dei monti dell'Ammiragliato e da qui fluisce dapprima verso nord-ovest, scorrendo tra la dorsale Homerun, a ovest, e le cime Robinson, a est, e poi verso ovest-nord-ovest, scorrendo lungo il versante orientale della dorsale Everett, a sud-ovest, e quello sud-occidentale delle montagne ANARE, a nord, fino a unire il proprio flusso a quello del ghiacciaio Lillie. Prima di giungere a tale unione, il flusso del ghiacciaio Ebbe è arricchito da quello di diversi ghiacciai suoi tributari tra cui, da est a ovest, il Robertson, il McLean e il Beaman.

## Storia
Il ghiacciaio Ebbe è stato mappato per la prima volta dallo United States Geological Survey grazie a fotografie aeree scattate dalla squadriglia aerea statunitense VX-6 nel periodo 1960-62, e così battezzato dal comitato consultivo dei nomi antartici in onore del comandante Gordon K. Ebbe, della marina militare statunitense, ufficiale in comando della sopraccitata squadriglia VX-6 dal giugno 1955 al giugno 1956.